# Hans-Eckhard Gruner
Hans-Eckhard Gruner (* 15. Mai 1926 in Zwickau; † 6. Dezember 2006 in Berlin) war ein deutscher Zoologe, Entomologe und Kurator.

## Leben
Hans-Eckhard Gruner wurde am 15. Mai 1926 in Zwickau als Sohn eines Polizeibeamten geboren. Während der Schulzeit wurde Gruner 1943 in den Kriegsdienst eingezogen. Nach dem Kriegsende wurde er aus der amerikanischen Kriegsgefangenschaft entlassen und besuchte für ein weiteres Jahr bis zur Reifeprüfung die Schule. Im Herbst 1947 begann Hans-Eckhard Gruner sein Biologiestudium an der Berliner Friedrich-Wilhelms-Universität (die spätere Humboldt-Universität). 1951 legte er dort seine Diplomprüfung ab. Im Museum für Naturkunde Berlin war Gruner vom 1. Januar 1952 bis zum 31. Dezember 1991 als Kurator und Wissenschaftler tätig.
Als Student war Gruner zunächst in der angewandten Insektenforschung (Kontaktinsektizide zur Bekämpfung des Kornkäfers) tätig, wurde dann von dem Zoologen Alfred Kaestner als Insektenkundler an das Museum für Naturkunde geholt und übernahm schon nach wenigen Wochen die Krebsabteilung. Neben grundlegenden Arbeiten über die Bewegungsweise von Asseln, über die er im Jahre 1953 promovierte, konzentrierte er sich auf zusammenfassende Arbeiten und Lehrbücher. Hans-Eckhard Gruner habilitierte sich 1962 (Taxonomie und Ökologie europäischer Isopoden). Im Jahre 1989 wurde er zum Außerordentlichen Professor ernannt und hielt an der Humboldt-Universität regelmäßig Vorlesungen über die Spezielle Zoologie. Er gab das mehrbändige Lehrbuch der speziellen Zoologie heraus und schrieb Teile davon selbst.
Er verstarb nach schwerer Krankheit am 6. Dezember 2006 im Alter von 80 Jahren in Berlin.